# Bridelia balansae
Bridelia balansae là một loài thực vật có hoa trong họ Diệp hạ châu. Loài này được Tutcher mô tả khoa học đầu tiên năm 1905.